# Ranunculus nubigenus
Ranunculus nubigenus Kunth ex DC. – gatunek rośliny z rodziny jaskrowatych (Ranunculaceae Juss.). Występuje naturalnie w Wenezueli, Kolumbii, Ekwadorze oraz Peru. 

## Morfologia
PokrójRoślina jednoroczna o owłosionych pędach. Dorasta do 10–60 cm wysokości.
LiścieMają prawie okrągły kształt. Mierzą 3–5 cm długości. Brzegi są karbowane. Wierzchołek jest tępy. Ogonek liściowy jest owłosiony.
KwiatySą pojedyncze lub zebrane w parach. Pojawiają się na szczytach pędów. Działki kielicha mają podłużny kształt. Płatki są podłużnie eliptyczne o długości 2 mm.